# عضلة خافضة لحاجز الأنف
العضلة الخافضة لحاجز الأنف (Depressor alœ nasi) تنشأ من الثقبة القاطعة من الفك العلوي.
تصعد أليافها ليتم إدراجها في الحاجز الأنفي والجزء الخلفي من الجزء الجناحي من العضلة الأنفية.
تقع العضلة بين الغشاء المخاطي والهيكل العضلي من الشفة.

## العمل
العضلة الخافضة لحاجز الأنف هي مناهضة مباشرة للعضلات الأخرى في الأنف، تعمل على اجتذاب جناح الأنف إلى الأسفل، وبالتالي تقليص فتحة المنخر.

## صور إضافية

موقع العضلة (باللون الأحمر).